# Courant noir

Carte de la sphère céleste montrant les fluctuations (ou anisotropie) du fond diffus cosmologique observées par le satellite WMAP (juin 2003) ; c'est par rapport à ce fond, et en utilisant les résultats de WMAP, que le flot sombre a été mesuré.

Le courant noir (ou parfois flot sombre[réf. nécessaire], traduction de l'anglais dark flow) est un possible mouvement d'ensemble des amas de galaxies par rapport au fond diffus cosmologique. Ce fait, qui semble agir sur des corps dans la région du Centaure, a été repéré lors d'une étude menée en 2008 par Alexander Kashlinsky et ses collaborateurs,. Malgré des rapports plus récents de cette équipe, ce phénomène n'est pour le moment pas confirmé et des données envoyées par la sonde Planck en 2013 n'offraient aucune preuve du courant noir.

## L'analyse des données

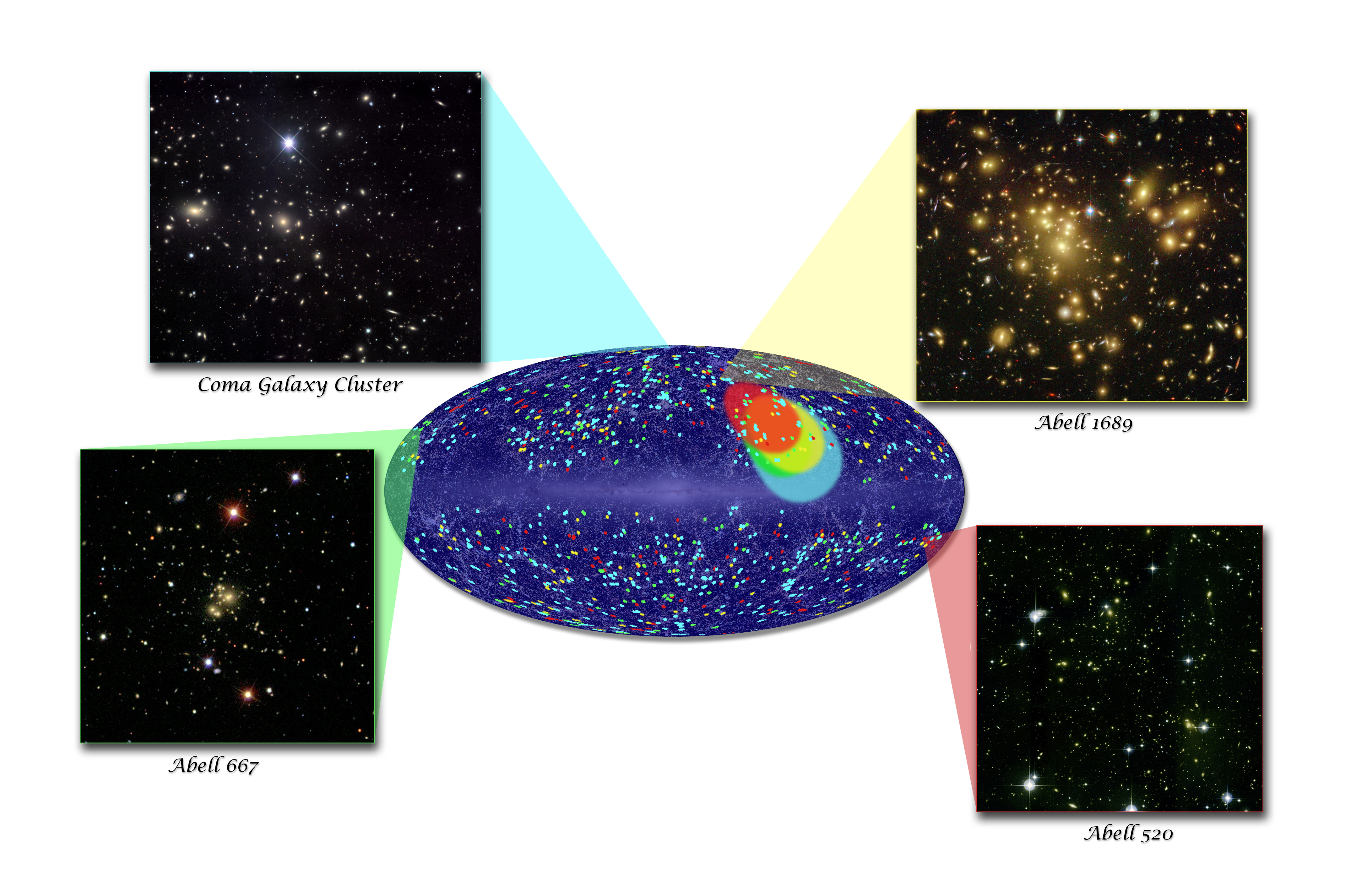
Le courant noir. Les points colorés sont les amas de galaxies visibles dans l'une des quatre tranches de distance marquées, des couleurs plus rouges signifiant des distances plus grandes. Les ellipses colorées montrent la direction du mouvement d'ensemble pour les amas de la couleur correspondante.

Selon le modèle cosmologique standard, le mouvement des amas de galaxies relativement au fond diffus cosmologique devrait se distribuer aléatoirement dans toutes les directions. Cependant, dans une étude de 2008 due à A. Kashlinsky, F. Atrio-Barandela, D. Kocevski, et H. Ebeling, et analysant les données d'observation, sur trois ans, du satellite WMAP (en utilisant l'effet cinématique Sunyaev-Zel'dovich), les auteurs découvrirent un mouvement d'ensemble d'au moins 600 km/s vers une région du ciel de 20 degrés entre les constellations du Centaure et des Voiles (ce mouvement ne doit pas être confondu avec celui, bien plus local, dû au Grand attracteur). Les résultats de l'étude furent publiés dans le numéro de Astrophysical Journal Letters daté du 20 octobre 2008. Les auteurs annonçaient alors qu'ils prévoyaient d'étendre leurs analyses à d'autres amas, en utilisant les nouvelles données collectées pendant 5 ans par WMAP.
En mars 2010, Discovery News annonçait que le centre spatial Goddard de la NASA (où travaille A. Kashlinsky) avait confirmé cet effet, après avoir mesuré des données sur plus de mille amas de galaxies, certains éloignés de 3 milliards d'années-lumière.

## Une interprétation du courant noir
Les auteurs suggèrent que ce mouvement pourrait être un résidu de l'influence, avant l'inflation, de régions de l'univers devenues invisibles par la suite. Dans cette hypothèse, la matière ayant causé le mouvement serait désormais « en dehors » de l'univers observable, mais continuerait à être dans notre cône de lumière passé.

## Critiques
L'astrophysicien Ned Wright a publié sur le Web une analyse critique de l'étude, arguant que les méthodes utilisées étaient biaisées. En retour, les auteurs de l'étude du « courant noir » publièrent un article réfutant trois des cinq arguments de Wright, et affirmant que les deux derniers correspondaient respectivement à une coquille et à un détail technique n'affectant ni les mesures, ni leur interprétation.
Un travail statistique plus récent dû à Ryan Keisler affirme exclure la possibilité que le courant noir soit un phénomène physique, parce que Kashlinsky et ses coauteurs n'auraient pas considéré les anisotropies du fond cosmique de neutrinos primaires comme aussi importantes qu'elles le sont.
En 2013, des données venant du satellite Planck semblent réfuter l'existence du courant noir,. Cependant, une autre analyse due à Fernando Atrio-Barandela, un des collaborateurs de la mission Planck, suggèrerait que les données soient tout de même compatibles avec les résultats antérieurs de WMAP.